# Séamus Freeman
Séamus Freeman SAC (ur. 23 lutego 1944 w Mullinahone w Irlandii, zm. 20 sierpnia 2022 w Dublinie) – irlandzki ksiądz katolicki, w latach 2007-2016 biskup Ossory w Irlandii, generał pallotynów w latach 1992-2004.

## Życiorys
Séamus Freeman pierwszą profesję w Stowarzyszeniu Apostolstwa Katolickiego (pallotyni) złożył w 1965, a święcenia kapłańskie przyjął 12 czerwca 1971 w Thurles koło Tipperary. W latach 1978–1983 był radcą prowincjalnym Prowincji Irlandzkiej. Studiował historię na Uniwersytecie w Dublinie, teologię Saint Patrick's College w Thurles i psychologię na Uniwersytecie Katolickim w Waszyngtonie.
W 1975 roku został ustanowiony rektorem kościoła św. Sylwestra in Capite w Rzymie, pozostając równocześnie członkiem Rady Prowincjalnej Prowincji Irlandzkiej pallotynów. We wrześniu 1981 został ustanowiony rektorem Pallottine College w Thurles.
W Radzie Generalnej Stowarzyszenia Apostolstwa Katolickiego zasiadał od 1983, jako radca (1983-1989) i wicegenerał (1989-1992).
W 1992 ks. Freeman został wybrany generałem pallotynów. Funkcję tę pełnił przez dwie sześcioletnie kadencje do 2004. Za kadencji ks. Freemana m.in. w 2003 został zatwierdzony ad experimentum Statut Generalny Zjednoczenia Apostolstwa Katolickiego.
Następcą ks. generała Freemana został w 2004 niemiecki pallotyn ks. Friedrich Kretz.
Po zakończeniu sprawowania urzędu Przełożonego Generalnego, od 2005 pełnił funkcję proboszcza w rzymskiej parafii św. Wincentego Pallottiego w Pietralata.
14 września 2007 papież Benedykt XVI mianował go 94. biskupem diecezji Ossory w Irlandii.
Święcenia biskupie i jego ingres odbył się 2 grudnia 2007. Głównym konsekrującym był abp metropolita Diarmuid Martin, współkonsekrującymi abp Giuseppe Lazzarotto i bp Laurence Forristal. 
29 lipca 2016 papież Franciszek przyjął rezygnację bp. Séamusa Freemana ze stanowiska biskupa diecezjalnego Ossory. Powodem rezygnacji jest stan zdrowia biskupa, który cztery lata wcześniej przeszedł udar mózgu.